# Турнири на WWE
Това е списък с турнирите на Световната Федерация по кеч, кеч събития излъчени по pay-per-view от WWE.
WWE излъчва турнири от средата на 80-те, започвайки с първата „Голяма четворка“ (Кралски Грохот, КечМания, Лятно Тръшване и Сървайвър). От средата на 90-те Федерацията започва да излъчва ежемесечно до 2006 година, когато турнирите се увеличават до 16, но отново намаляват през 2012 до 12 шоута. Турнирите са дълги около 3 часа, с изключение на турнира Във вашия дом, който е по-кратък и КечМания, който може да достигне до 5 часа. От 2008 турнирите се излъчват на HD. Те са значителна част от приходите на компанията.
Турнирите на WWE се излъчват в Съединените щати по In Demand. В Канада, WWE се излъчват (в зависимост от доставчика на услуги) Vu!, Shaw PPV или SaskTel PPV, и могат да бъдат видени в кината на определени места, във веригата Cineplex Entertainment. В Австралия, турнирите на WWE се излъчват по Main Event. В Обединеното кралство и Ирландия, някои турнири се излъчват по Sky Sports 1 и 3, а някои по Sky Sports Box Office. В Индия и Южна Азия, един канал (TEN Sports) държи главните права на програмите на WWE включително pay-per-view турнирите, излъчващи се без допълнително плащане.
Заедно със стандартните месечни турнири, Федерацията излъчва и международни турнири между 1997 и 2003 година. Те не са налични в САЩ и съвпадат със задгранични турнета в Обединеното кралство.
След Разширяването на марките през 2002, компанията продуцира турнири на шоутата Първична сила и Разбиване, в които се бият само кечисти от съответното шоу. Освен РазруХа 2002 (Първична сила) и Въстание 2002 (Разбиване), всички турнири включват и двете марки, до юни 2003. В традиционната „Голямата четворка“ участва целия състав с кечисти, докато в останалите турнири се редуват между Първична сила и Разбиване. Специално ECW събитие през 2005 води до създаването на марката ECW през 2006, която получава собствен турнир. Добавят се допълнителни турнири и през 2006 турнирите стигат до 16 (5 на Първична сила, 5 на Разбиване, 2 на ECW и „Голямата четворка“). През март 2007 WWE обявява, че турнирите ще включват целия списък с кечисти. Турнирите намаляват и до 2012 отново стигат до 12 за година.
През 2009, WWE прекръства някои от „B-шоутата“ и ги отличава с видове мачове – като мача със стълби за Договорът в куфарчето и мача в Адската клетка.
От 2012, компанията излъчва безплатно „Kickoff“ шоу преди всеки турнир, налично на сайта на WWE, както и на социалните медийни партньори като YouTube и Facebook.
WWE Network, която стартира от 24 февруари 2014, включва всеки предишен турнир на WWE, заедно с предстоящите. Мрежата включва събитията Голямото зрелище и Кралски грохот 1988 в техния „pay-per-view“ раздел, въпреки че не са турнири.
С годините, турнирите на WWE се провеждат в глави зали като Izod Center в Ийст Ръдърфорд, Ню Джърси, Scottrade Center в Сейнт Луис, Мисури, Allstate Arena в Чикаго, Илинойс, the Staples Center в Лос Анджелис, Калифорния, TD Garden в Бостън, Масачузетс, Barclays Center в Бруклин, Ню Йорк и Wells Fargo Center във Филаделфия, Пенсилвания.
След възстановеното разширяване на марките през 2016, турнирите на WWE стигат до 15, където Първична сила и Разбиване разделят турнирите до два месечно. Впоследствие през 2017 „Голямата четворка“ отново са общи турнири, а броя на турнири изглежда да бъде 18 – 19 турнира.

## Предишни турнири

### 80-те

#### 1985
| Име         | Дата      | Място                 | Град             | Главен мач                                              |
| ----------- | --------- | --------------------- | ---------------- | ------------------------------------------------------- |
| КечМания    | 31 март   | Madison Square Garden | Ню Йорк, Ню Йорк | Хълк Хоуган и Мистър Ти срещу Роди Пайпър и Пол Орндорф |
| Кеч класика | 7 ноември | Rosemont Horizon      | Чикаго, Илинойс  | Джънкиярд Дог срещу Ренди Савидж                        |

#### 1986
| Име        | Дата    | Място                             | Град                     | Главен мач                              |
| ---------- | ------- | --------------------------------- | ------------------------ | --------------------------------------- |
| КечМания 2 | 7 април | Nassau Veterans Memorial Coliseum | Юниъндейл, Ню Йорк       | Мистър Ти срещу Роди Пайпър             |
| КечМания 2 | 7 април | Rosemont Horizon                  | Чикаго, Илинойс          | Отборът мечта срещу Британските булдози |
| КечМания 2 | 7 април | Los Angeles Memorial Sports Arena | Лос Анджелис, Калифорния | Хълк Хоуган срещу Кинг Конг Бънди       |

- КечМания 2 е един турнир, но се излъчва от 3 различни града. Всеки от тези три мача е главен за съответния град. Мача на Хълк Хоуган и Кинг Конг Бънди е главният мач за цялото събитие.

#### 1987
| Име        | Дата       | Място                 | Град                    | Главен мач                      |
| ---------- | ---------- | --------------------- | ----------------------- | ------------------------------- |
| КечМания 3 | 26 март    | Pontiac Silverdome    | Понтиак, Мичиган        | Хълк Хоуган срещу Андре Гиганта |
| Сървайвър  | 29 ноември | Coliseum at Richfield | Ричфийлд Тауншип, Охайо | Отбор Хоуган срещу Отбор Андре  |

#### 1988
| Име            | Дата       | Място                         | Град                     | Главен мач                                                   |
| -------------- | ---------- | ----------------------------- | ------------------------ | ------------------------------------------------------------ |
| КечМания 4     | 27 март    | Atlantic City Convention Hall | Атлантик Сити, Ню Джърси | Ренди Савидж срещу Тед Дибиаси                               |
| Лятно тръшване | 29 август  | Madison Square Garden         | Ню Йорк, Ню Йорк         | Хълк Хоуган и Ренди Савидж срещу Тед Дибиаси и Андре Гиганта |
| Сървайвър      | 24 ноември | Coliseum at Richfield         | Ричфийлд Тауншип, Охайо  | Отбор Мега Сили срещу Отбор Кули Близнаци                    |

#### 1989
| Име            | Дата        | Място                          | Град                      | Главен мач                                             |
| -------------- | ----------- | ------------------------------ | ------------------------- | ------------------------------------------------------ |
| Кралски грохот | 15 януари   | The Summit                     | Хюстън, Тексас            | Кралско меле с 30 души                                 |
| КечМания 5     | 2 април     | Atlantic City Convention Hall  | Атлантик Сити, Ню Джърси  | Ренди Савидж срещу Хълк Хоуган                         |
| Лятно тръшване | 28 август   | Meadowlands Arena              | Ийст Ръдърфорд, Ню Джърси | Хълк Хоуган и Брутус Бифкейк срещу Ренди Савидж и Зевс |
| Сървайвър      | 23 ноември  | Rosemont Horizon               | Чикаго, Илинойс           | Ултимейт Уориърс срещу Семейство Хийнан                |
| Без задръжки   | 27 декември | Nashville Municipal Auditorium | Нашвил, Тенеси            | Хълк Хоуган и Брутус Бифкейк срещу Ренди Савидж и Зевс |

### 90-те

#### 1990
| Име            | Дата       | Място                 | Град                     | Главен мач                                                                                              |
| -------------- | ---------- | --------------------- | ------------------------ | --- |
| Кралски грохот | 21 януари  | Orlando Arena         | Орландо, Флорида         | Кралско меле с 30 души                                                                                  |
| КечМания 6     | 1 април    | SkyDome               | Торонто, Онтарио, Канада | Хълк Хоуган срещу Ултимейт Уориър                                                                       |
| Лятно тръшване | 27 август  | Spectrum              | Филаделфия, Пенсилвания  | Ултимейт Уориър срещу Рик Руд                                                                           |
| Сървайвър      | 21 ноември | Hartford Civic Center | Хартфорд, Кънектикът     | Хълк Хоуган, Ултимейт Уориър и Тито Сантана срещу Тед Дибиаси, Рик Мартел, Уорлорд, Херкурес и Пол Рома |

#### 1991
| Име                   | Дата       | Място                             | Град                     | Главен мач                                                                             |
| --------------------- | ---------- | --------------------------------- | ------------------------ | -------------------------------------------------------------------------------------- |
| Кралски грохот        | 19 януари  | Miami Arena                       | Маями, Флорида           | Кралско меле с 30 души                                                                 |
| КечМания 7            | 24 март    | Los Angeles Memorial Sports Arena | Лос Анджелис, Калифорния | Сержант Слоутър срещу Хълк Хоуган                                                      |
| Лятно тръшване        | 26 август  | Madison Square Garden             | Ню Йорк, Ню Йорк         | Хълк Хоуган и Ултимейт Уориър срещу Сержант Слоутър, Генерал Аднан и Полковник Мустафа |
| Сървайвър             | 27 ноември | Joe Louis Arena                   | Детройт, Мичиган         | Биг Бос Мен, Хоук и Енимъл срещу Ъруин Ар Шайстер, Земетръс и Тайфун                   |
| Този вторник в Тексас | 3 декември | Freeman Coliseum                  | Сан Антонио, Тексас      | Гробаря срещу Хълк Хоуган                                                              |

#### 1992
| Име            | Дата       | Място               | Град                    | Главен мач                        |
| -------------- | ---------- | ------------------- | ----------------------- | --------------------------------- |
| Кралски грохот | 19 януари  | Knickerbocker Arena | Олбани, Ню Йорк         | Кралско меле с 30 души            |
| КечМания 8     | 5 април    | Hoosier Dome        | Индианаполис, Индиана   | Хълк Хоуган срещу Сид Джъстис     |
| Лятно тръшване | 31 август  | Wembley Stadium     | Лондон, Англия          | Брет Харт срещу Британския Булдог |
| Сървайвър      | 25 ноември | Richfield Coliseum  | Ричфийлд Тауншип, Охайо | Брет Харт срещу Шон Майкълс       |

#### 1993
| Име            | Дата       | Място                      | Град                   | Главен мач                             |
| -------------- | ---------- | -------------------------- | ---------------------- | -------------------------------------- |
| Кралски грохот | 24 януари  | ARCO Arena                 | Сакраменто, Калифорния | Кралско меле с 30 души                 |
| КечМания 9     | 4 април    | Caesars Palace             | Парадайс, Невада       | Йокозуна срещу Хълк Хоуган             |
| Крал на ринга  | 13 юни     | Nutter Center              | Дейтън, Охайо          | Брет Харт срещу Бам Бам Бигелоу        |
| Лятно тръшване | 30 август  | The Palace of Auburn Hills | Аубърн Хилс, Мичиган   | Йокозуна срещу Лекс Лугър              |
| Сървайвър      | 24 ноември | Boston Garden              | Бостън, Масачузетс     | Американците срещу Чужденците фанатици |

#### 1994
| Име            | Дата       | Място                   | Град                  | Главен мач                     |
| -------------- | ---------- | ----------------------- | --------------------- | ------------------------------ |
| Кралски грохот | 22 януари  | Providence Civic Center | Провидънс, Род Айлънд | Кралско меле с 30 души         |
| КечМания 10    | 20 март    | Madison Square Garden   | Ню Йорк, Ню Йорк      | Йокозуна срещу Брет Харт       |
| Крал на ринга  | 19 юни     | Baltimore Arena         | Балтимор, Мериленд    | Роди Пайпър срещу Джери Лоулър |
| Лятно тръшване | 29 август  | United Center           | Чикаго, Илинойс       | Гробаря срещу „Гробаря“        |
| Сървайвър      | 23 ноември | Freeman Coliseum        | Сан Антонио, Тексас   | Гробаря срещу Йокозуна         |

#### 1995
| Име             | Дата         | Място                          | Град                      | Главен мач                                        |
| --------------- | ------------ | ------------------------------ | ------------------------- | ------------------------------------------------- |
| Кралски грохот  | 22 януари    | USF Sun Dome                   | Тампа, Флорида            | Кралско меле с 30 души                            |
| КечМания 11     | 2 април      | Hartford Civic Center          | Хартфорд, Кънектикът      | Бам Бам Бигелоу срещу Лорънс Тейлър               |
| Във вашия дом 1 | 14 май       | Onondaga County War Memorial   | Сиракюз, Ню Йорк          | Дизел срещу Сайко Сид                             |
| Крал на ринга   | 25 юни       | CoreStates Spectrum            | Филаделфия, Пенсилвания   | Дизел и Бам Бам Бигелоу срещу Сайко Сид и Татанка |
| Във вашия дом 2 | 23 юли       | Nashville Municipal Auditorium | Нашвил, Тенеси            | Дизел срещу Сайко Сид                             |
| Лятно тръшване  | 27 август    | Civic Arena                    | Питсбърг, Пенсилвания     | Дизел срещу Крал Мейбъл                           |
| Във вашия дом 3 | 24 септември | Saginaw Civic Center           | Сагино, Мичиган           | Дизел и Шон Майкълс срещу Йокозуна и Оуен Харт    |
| Във вашия дом 4 | 22 октомври  | Winnipeg Arena                 | Уинипег, Манитоба, Канада | Дизел срещу Британския Булдог                     |
| Сървайвър       | 19 ноември   | USAir Arena                    | Ландовър, Мериленд        | Дизел срещу Брет Харт                             |
| Във вашия дом 5 | 17 декември  | Hersheypark Arena              | Хърши, Пенсилвания        | Брет Харт срещу Британския Булдог                 |

#### 1996
| Име              | Дата         | Място                      | Град                                 | Главен мач                                                                         |
| ---------------- | ------------ | -------------------------- | ------------------------------------ | ---------------------------------------------------------------------------------- |
| Кралски грохот   | 21 януари    | Selland Arena              | Фресно, Калифорния                   | Брет Харт срещу Гробаря                                                            |
| Във вашия дом 6  | 18 февруари  | Louisville Gardens         | Луисвил, Кентъки                     | Брет Харт срещу Дизел                                                              |
| КечМания 12      | 31 март      | Arrowhead Pond             | Анахайм, Калифорния                  | Брет Харт срещу Шон Майкълс                                                        |
| Във вашия дом 7  | 28 април     | Omaha Civic Auditorium     | Омаха, Небраска                      | Шон Майкълс срещу Дизел                                                            |
| Във вашия дом 8  | 26 май       | Florence Civic Center      | Флорънс, Южна Каролина               | Шон Майкълс срещу Британския Булдог                                                |
| Във вашия дом 8  | 28 май       | North Charleston Coliseum  | Северен Чарлстън, Южна Каролина      | Златен прах срещу Гробаря                                                          |
| Крал на ринга    | 23 юни       | MECCA Arena                | Милуоки, Уисконсин                   | Шон Майкълс срещу Британския Булдог                                                |
| Във вашия дом 9  | 21 юли       | General Motors Place       | Ванкувър, Британска Колумбия, Канада | Шон Майкълс, Сайко Сид и Ахмед Джонсън срещу Вейдър, Британския Булдог и Оуен Харт |
| Лятно тръшване   | 18 август    | Gund Aren                  | Кливланд, Охайо                      | Шон Майкълс срещу Вейдър                                                           |
| Във вашия дом 10 | 22 септември | CoreStates Center          | Филаделфия, Пенсилвания              | Шон Майкълс срещу Менкайнд                                                         |
| Във вашия дом 11 | 20 октомври  | Market Square Arena        | Индианаполис, Индиана                | Гробаря срещу Менкайнд                                                             |
| Сървайвър        | 17 ноември   | Madison Square Garden      | Ню Йорк, Ню Йорк                     | Шон Майкълс срещу Сайко Сид                                                        |
| Във вашия дом 12 | 15 декември  | West Palm Beach Auditorium | Уест Палм Бийч, Флорида              | Сайко Сид срещу Брет Харт                                                          |

#### 1997
|  | Турнир, само за Обединеното кралство и Канада |

| Име                          | Дата         | Място                        | Град                      | Главен мач                                            |
| ---------------------------- | ------------ | ---------------------------- | ------------------------- | ----------------------------------------------------- |
| Кралски грохот               | 19 януари    | Alamodome                    | Сан Антонио, Тексас       | Сайко Сид срещу Шон Майкълс                           |
| Във вашия дом 13             | 16 февруари  | UTC Arena                    | Чатануга, Тенеси          | Брет Харт срещу Стив Остин срещу Вейдър срещу Гробаря |
| КечМания 13                  | 23 март      | Rosemont Horizon             | Чикаго, Илинойс           | Сайко Сид срещу Гробаря                               |
| Във вашия дом 14             | 20 април     | Blue Cross Arena             | Рочестър, Ню Йорк         | Брет Харт срещу Стив Остин                            |
| Във вашия дом 15             | 11 май       | Richmond Coliseum            | Ричмънт, Вирджиния        | Гробаря срещу Стив Остин                              |
| Крал на ринга                | 8 юни        | Providence Civic Center      | Провидънс, Род Айлънд     | Гробаря срещу Фарук                                   |
| Във вашия дом 16             | 6 юли        | Canadian Airlines Saddledome | Калгари, Албърта, Канада  | Фондация Харт срещу Отбор Остин                       |
| Лятно тръшване               | 3 август     | Continental Airlines Arena   | Ийст Ръдърфорд, Ню Джърси | Гробаря срещу Брет Харт                               |
| Точка Нула꞉ Във вашия дом    | 7 септември  | Louisville Gardens           | Луисвил, Кентъки          | Шон Майкълс срещу Гробаря                             |
| Единствена вечер             | 20 септември | NEC Arena                    | Бирмингам, Англия         | Шон Майкълс срещу Британския Булдог                   |
| Враждебност꞉ Във вашия дом   | 5 октомври   | Kiel Center                  | Сейнт Луис, Мисури        | Гробаря срещу Шон Майкълс                             |
| Сървайвър                    | 9 ноември    | Molson Centre                | Монреал, Квебек, Канада   | Брет Харт срещу Шон Майкълс                           |
| Дегенарация Х꞉ Във вашия дом | 7 декември   | Springfield Civic Center     | Спрингфийлд, Масачузетс   | Шон Майкълс срещу Кен Шамрок                          |

#### 1998
|  | Турнир, само за Обединеното кралство |

| Име                                  | Дата         | Място                  | Град                                 | Главен мач                                         |
| ------------------------------------ | ------------ | ---------------------- | ------------------------------------ | -------------------------------------------------- |
| Кралски грохот                       | 18 януари    | San Jose Arena         | Сан Хосе, Калифорния                 | Шон Майкълс срещу Гробаря                          |
| Без изход от Тексас꞉ Във вашия дом   | 15 февруари  | Compaq Center          | Хюстън, Тексас                       | Отбор Остин срещу Отбор Трите Хикса                |
| КечМания 14                          | 29 март      | FleetCenter            | Бостън, Масачузетс                   | Шон Майкълс срещу Стив Остин                       |
| Непростимо: Във вашия дом            | 26 април     | Greensboro Coliseum    | Грийнсбъро, Северна Каролина         | Стив Остин срещу Дуд Лов                           |
| На ръба: Във вашия дом               | 31 май       | Wisconsin Center Arena | Милуоки, Уисконсин                   | Стив Остин срещу Дуд Лов                           |
| Крал на ринга                        | 28 юни       | Pittsburgh Civic Arena | Питсбърг, Пенсилвания                | Стив Остин срещу Кейн                              |
| Пълна готовност: Във вашия дом       | 26 юли       | Selland Arena          | Фресно, Калифорния                   | Стив Остин и Гробаря срещу Кейн и Менкайнд         |
| Лятно тръшване                       | 30 август    | Madison Square Garden  | Ню Йорк, Ню Йорк                     | Стив Остин срещу Гробаря                           |
| Развихряне: Във вашия дом            | 27 септември | Copps Coliseum         | Хамилтън, Онтарио, Канада            | Стив Остин срещу Гробаря срещу Кейн                |
| Денят на Страшния съд꞉ Във вашия дом | 18 октомври  | Rosemont Horizon       | Чикаго, Илинойс                      | Гробаря срещу Кейн                                 |
| Сървайвър                            | 15 ноември   | Kiel Center            | Сейнт Луис, Мисури                   | Скалата срещу Менкайнд                             |
| Столична касапница                   | 6 декември   | London Arena           | Лондон, Англия                       | Стив Остин срещу Гробаря срещу Кейн срещу Менкайнд |
| Натиска на Скалата꞉ Във вашия дом    | 13 декември  | General Motors Place   | Ванкувър, Британска Колумбия, Канада | Стив Остин срещу Гробаря                           |

#### 1999
|  | Турнир, само за Обединеното кралство |

| Име                                    | Дата         | Място                         | Град                         | Главен мач                                  |
| -------------------------------------- | ------------ | ----------------------------- | ---------------------------- | ------------------------------------------- |
| Кралски грохот                         | 24 януари    | Arrowhead Pond                | Анахайм, Калифорния          | Кралско меле с 30 души                      |
| Клането на Св. Валентин: Във вашия дом | 14 декември  | Memphis Pyramid               | Мемфис, Тенеси               | Стив Остин срещу Г-н Макмеън                |
| КечМания 15                            | 28 март      | First Union Center            | Филаделфия, Пенсилвания      | Скалата срещу Стив Остин                    |
| Ответен удар: Във вашия дом            | 25 април     | Providence Civic Center       | Провидънс, Род Айлънд        | Стив Остин срещу Скалата                    |
| Безмилостно                            | 16 май       | Manchester Evening News Arena | Манчестър, Англия            | Стив Остин срещу Гробаря срещу Трите Хикса  |
| На ръба                                | 23 май       | Kemper Arena                  | Канзас Сити, Мисури          | Стив Остин срещу Гробаря                    |
| Крал на ринга                          | 27 юни       | Greensboro Coliseum           | Грийнсбъро, Северна Каролина | Стив Остин срещу Г-н Макмеън и Шейн Макмеън |
| Пълна готовност                        | 25 юли       | Marine Midland Arena          | Бъфало, Ню Йорк              | Стив Остин срещу Гробаря                    |
| Лятно тръшване                         | 22 август    | Target Center                 | Минеаполис, Минесота         | Стив Остин срещу Трите Хикса срещу Менкайнд |
| Непростимо                             | 26 септември | Charlotte Coliseum            | Шарлът, Северна Каролина     | Мач Шесторно предизвикателство              |
| Въстание                               | 2 октомври   | National Indoor Arena         | Бирмингам, Англия            | Трите Хикса срещу Скалата                   |
| Без милост                             | 17 октомври  | Gund Arena                    | Кливланд, Охайо              | Трите Хикса срещу Стив Остин                |
| Сървайвър                              | 14 януари    | Joe Louis Arena               | Детройт, Мичиган             | Трите Хикса срещу Скалата                   |
| Армагедон                              | 12 декември  | National Car Rental Center    | Сънрайз, Флорида             | Трите Хикса срещу Г-н Макмеън               |

### 2000-те

#### 2000
|  | Турнир, само за Обединеното кралство |

| Име                   | Дата         | Място                                  | Град                      | Главен мач                                                            |
| --------------------- | ------------ | -------------------------------------- | ------------------------- | --------------------------------------------------------------------- |
| Кралски грохот        | 23 януари    | Madison Square Garden                  | Ню Йорк, Ню Йорк          | Кралско меле с 30 души                                                |
| Без изход             | 27 февруари  | Hartford Civic Center                  | Хартфорд, Кънектикът      | Трите Хикса срещу Кактус Джак                                         |
| КечМания 2000         | 2 април      | Arrowhead Pond                         | Анахайм, Калифорния       | Трите Хикса срещу Скалата срещу Грамадата срещу Мик Фоли              |
| Ответен удар          | 30 април     | MCI Center                             | Вашингтон, окръг Колумбия | Трите Хикса срещу Скалата                                             |
| РазруХа               | 6 май        | Earls Court                            | Лондон, Англия            | Скалата срещу Трите Хикса срещу Шейн Макмеън                          |
| Денят на Страшния съд | 21 май       | Freedom Hall                           | Луисвил, Кентъки          | Скалата срещу Трите Хикса                                             |
| Крал на ринга         | 25 юни       | FleetCenter                            | Бостън, Масачузетс        | Трите Хикса, Г-н Макмеън и Шейн МакМеън срещу Скалата, Гробаря и Кейн |
| Пълна готовност       | 23 юли       | Reunion Arena                          | Далас, Тексас             | Скалата срещу Крис Беноа                                              |
| Лятно тръшване        | 27 август    | Raleigh Entertainment and Sports Arena | Роли, Северна Каролина    | Скалата срещу Трите Хикса срещу Кърт Енгъл                            |
| Непростимо            | 24 септември | First Union Center                     | Филаделфия, Пенсилвания   | Скалата срещу Гробаря срещу Крис Беноа срещу Кейн                     |
| Без милост            | 22 октомври  | Pepsi Arena                            | Олбани, Ню Йорк           | Скалата срещу Кърт Енгъл                                              |
| Сървайвър             | 19 ноември   | Ice Palace                             | Тампа, Флорида            | Стив Остин срещу Трите Хикса                                          |
| Въстание              | 2 декември   | Sheffield Arena                        | Шефилд, Англия            | Кърт Енгъл срещу Скалата срещу Стив Остин срещу Рикиши                |
| Армагедон             | 10 декември  | Birmingham–Jefferson Civic Center      | Бирмингам, Алабама        | Шесторен мач в Адска клетка                                           |

#### 2001
|  | Турнир, само за Обединеното кралство |

| Име                   | Дата         | Място                      | Град                         | Главен мач                                     |
| --------------------- | ------------ | -------------------------- | ---------------------------- | ---------------------------------------------- |
| Кралски грохот        | 21 януари    | New Orleans Arena          | Ню Орлиънс, Луизиана         | Кралско меле с 30 души                         |
| Без изход             | 25 февруари  | Thomas & Mack Center       | Парадайс, Невада             | Кърт Енгъл срещу Скалата                       |
| КечМания 17           | 1 април      | Reliant Astrodome          | Хюстън, Тексас               | Скалата срещу Стив Остин                       |
| Ответен удар          | 29 април     | Allstate Arena             | Чикаго, Илинойс              | Стив Остин и Трите Хикса срещу Гробаря и Кейн  |
| РазруХа               | 5 май        | Earls Court                | Лондон, Англия               | Стив Остин и Трите Хикса срещу Гробаря         |
| Денят на Страшния съд | 20 май       | ARCO Aren                  | Сакраменто, Калифорния       | Стив Остин срещу Гробаря                       |
| Крал на ринга         | 24 юни       | Continental Airlines Arena | Ръдърфорд, Ню Джърси         | Стив Остин срещу Крис Джерико срещу Крис Беноа |
| Нашествие             | 22 юли       | Gund Arena                 | Кливланд, Охайо              | Алианса срещу Отбор WWF                        |
| Лятно тръшване        | 9 август     | Compaq Center              | Сан Хосе, Калифорния         | Букър Ти срещу Скалата                         |
| Непростимо            | 23 септември | Mellon Arena               | Питсбърг, Пенсилвания        | Стив Остин срещу Кърт Енгъл                    |
| Без милост            | 21 октомври  | Savvis Center              | Сейнт Луис, Мисури           | Кърт Енгъл срещу Стив Остин срещу Роб Ван Дам  |
| Въстание              | 3 ноември    | Manchester Arena           | Манчестър, Англия            | Стив Остин срещу Скалата                       |
| Сървайвър             | 18 ноември   | Greensboro Coliseum        | Грийнсбъро, Северна Каролина | Отбор WWF срещу Алианса                        |
| Отмъщение             | 9 декември   | San Diego Sports Arena     | Сан Диего, Калифорния        | Крис Джерико срещу Стив Остин                  |

#### 2002
|  | Турнири на Първична сила |  | Турнир на Разбиване |  | Турнир в Обединеното кралство |

| Име                   | Дата         | Място                             | Град                     | Главен мач                              |
| --------------------- | ------------ | --------------------------------- | ------------------------ | --------------------------------------- |
| Кралски грохот        | 20 януари    | Philips Arena                     | Атланта, Джорджия        | Кралско меле с 30 души                  |
| Без изход             | 17 февруари  | Bradley Center                    | Милуоки, Уисконсин       | Крис Джерико срещу Стив Остин           |
| КечМания 18           | 17 март      | SkyDome                           | Торонто, Онтарио, Канада | Крис Джерико срещу Трите Хикса          |
| Ответен удар          | 21 април     | Kemper Arena                      | Канзас Сити, Мисури      | Трите Хикса срещу Хълк Хоуган           |
| РазруХа               | 4 май        | Wembley Arena                     | Лондон, Англия           | Трите Хикса срещу Гробаря               |
| Денят на Страшния съд | 19 май       | Gaylord Entertainment Center      | Нашвил, Тенеси           | Хълк Хоуган срещу Гробаря               |
| Крал на ринга         | 23 юни       | Nationwide Arena                  | Кълъмбъс, Охайо          | Гробаря срещу Трите Хикса               |
| Отмъщение             | 21 юли       | Joe Louis Arena                   | Детройт, Мичиган         | Гробаря срещу Скалата срещу Кърт Енгъл  |
| Лятно тръшване        | 25 август    | Nassau Veterans Memorial Coliseum | Юниъндейл, Ню Йорк       | Скалата срещу Брок Леснар               |
| Непростимо            | 22 септември | Staples Center                    | Лос Анджелис, Калифорния | Брок Леснар срещу Гробаря               |
| Без милост            | 20 октомври  | Alltel Arena                      | Литъл Рок, Арканзас      | Брок Леснар срещу Гробаря               |
| Въстание              | 26 октомври  | Manchester Arena                  | Манчестър, Англия        | Брок Леснар и Пол Хеймън срещу Острието |
| Сървайвър             | 17 ноември   | Madison Square Garden             | Ню Йорк, Ню Йорк         | Мач в Елиминационна клетка              |
| Армагедон             | 15 декември  | Office Depot Center               | Сънрайс, Флорида         | Трите Хикса срещу Шон Майкълс           |

#### 2003
|  | Турнири на Първична сила |  | Турнир на Разбиване |  | Турнир в Обединеното кралство |

| Име                   | Дата         | Място                    | Град                     | Главен мач                                   |
| --------------------- | ------------ | ------------------------ | ------------------------ | -------------------------------------------- |
| Кралски грохот        | 19 януари    | Fleet Center             | Бостън, Масачузетс       | Кралско меле с 30 души                       |
| Без изход             | 23 февруари  | Bell Centre              | Монреал, Квебек, Канада  | Скалата срещу Хълк Хоуган                    |
| КечМания 19           | 30 март      | Safeco Field             | Сиатъл, Вашингтон        | Кърт Енгъл срещу Брок Леснар                 |
| Ответен удар          | 27 април     | Worcester Centrum        | Уорчестър, Масачузетс    | Скалата срещу Голдбърг                       |
| Денят на Страшния съд | 18 май       | Charlotte Coliseum       | Шарлът, Северна Каролина | Брок Леснар срещу Грамадата                  |
| РазруХа               | 7 юни        | Telewest Arena           | Нюкасъл, Англия          | Трите Хикса срещу Кевин Неш                  |
| Враждебност           | 15 юни       | Compaq Center            | Хюстън, Тексас           | Трите Хикса срещу Кевин Неш                  |
| Отмъщение             | 27 юли       | Pepsi Center             | Денвър, Колорадо         | Брок Леснар срещу Кърт Енгъл срещу Грамадата |
| Лятно тръшване        | 24 август    | America West Arena       | Финикс, Аризона          | Мач в Елиминационна клетка                   |
| Непростимо            | 21 септември | Giant Center             | Хърши, Пенсилвания       | Трите Хикса срещу Голдбърг                   |
| Без милост            | 19 октомври  | 1st Mariner Arena        | Балтимор, Мериленд       | Брок Леснар срещу Гробаря                    |
| Сървайвър             | 16 ноември   | American Airlines Center | Далас, Тексас            | Голдбърг срещу Трите Хикса                   |
| Армагедон             | 14 декември  | TD Waterhouse Center     | Орландо, Флорида         | Голдбърг срещу Трите Хикса срещу Кейн        |

#### 2004
|  | Турнири на Първична сила |  | Турнир на Разбиване |

| Име                          | Дата         | Място                      | Град                      | Главен мач                                                           |
| ---------------------------- | ------------ | -------------------------- | ------------------------- | -------------------------------------------------------------------- |
| Кралски грохот               | 25 януари    | Wachovia Center            | Филаделфия, Пенсилвания   | Кралско меле с 30 души                                               |
| Без изход                    | 15 февруари  | Cow Palace                 | Дейли Сити, Калифорния    | Брок Леснар срещу Еди Гереро                                         |
| КечМания 20                  | 14 март      | Madison Square Garden      | Ню Йорк, Ню Йорк          | Трите Хикса срещу Крис Беноа срещу Шон Майкълс                       |
| Ответен удар                 | 18 април     | Rexall Place               | Едмънтън, Албърта, Канада | Крис Беноа срещу Трите Хикса срещу Шон Майкълс                       |
| Денят на Страшния съд        | 16 май       | Staples Center             | Лос Анджелис, Калифорния  | Еди Гереро срещу Джон „Брадшоу“ Лейфилд                              |
| Враждебност                  | 13 юни       | Nationwide Arena           | Кълъмбъс, Охайо           | Трите Хикса срещу Шон Майкълс                                        |
| Голямото американско сбиване | 27 юни       | Norfolk Scope              | Норфолк, Вирджиния        | Гробаря срещу Дъдли Бойс                                             |
| Отмъщение                    | 11 юли       | Hartford Civic Center      | Хартфорд, Кънектикът      | Трите Хикса срещу Крис Беноа                                         |
| Лятно тръшване               | 15 август    | Air Canada Centre          | Торонто, Онтарио, Канада  | Крис Беноа срещу Ренди Ортън                                         |
| Непростимо                   | 12 септември | Rose Garden                | Портланд, Орегон          | Ренди Ортън срещу Трите Хикса                                        |
| Без милост                   | 3 октомври   | Continental Airlines Arena | Ийст Ръдърфорд, Ню Джърси | Джон „Брадшоу“ Лейфилд срещу Гробаря                                 |
| Забранения вторник           | 12 септември | Bradley Center             | Милуоки, Уисконсин        | Ренди Ортън срещу Рик Светкавицата                                   |
| Сървайвър                    | 14 ноември   | Gund Arena                 | Кливланд, Охайо           | Отбор Трите Хикса срещу Отбор Ортън                                  |
| Армагедон                    | 12 декември  | Gwinnett Arena             | Дулут, Джорджия           | Джон „Брадшоу“ Лейфилд срещу Гробаря срещу Еди Гереро срещу Букър Ти |

#### 2005
|  | Турнири на Първична сила |  | Турнир на Разбиване |  | Турнир на ECW |

| Име                          | Дата         | Място                  | Град                      | Главен мач                                   |
| ---------------------------- | ------------ | ---------------------- | ------------------------- | -------------------------------------------- |
| Новогодишна революция        | 9 януари     | Coliseo de Puerto Rico | Сан Хуан, Пуерто Рико     | Мач в Елиминационна клетка                   |
| Кралски грохот               | 30 януари    | Save Mart Center       | Фресно, Калифорния        | Кралско меле с 30 души                       |
| Без изход                    | 20 февруари  | Mellon Arena           | Питсбърг, Пенсилвания     | Джон „Брадшоу“ Лейфилд срещу Грамадата       |
| КечМания 21                  | 1 април      | Staples Center         | Лос Анджелис, Калифорния  | Трите Хикса срещу Батиста                    |
| Ответен удар                 | 1 май        | Verizon Wireless Arena | Манчестър, Ню Хампшър     | Батиста срещу Трите Хикса                    |
| Денят на Страшния съд        | 22 май       | Target Center          | Минеаполис, Минесота      | Джон Сина срещу Джон „Брадшоу“ Лейфилд       |
| Нощно сбиване                | 12 юни       | Hammerstein Ballroom   | Ню Йорк, Ню Йорк          | Дъдли Бойс срещу Томи Дриймър и Сендмен      |
| Отмъщение                    | 26 юни       | Thomas & Mack Center   | Парадайс, Невада          | Батиста срещу Трите Хикса                    |
| Голямото американско сбиване | 24 юли       | HSBC Arena             | Бъфало, Ню Йорк           | Батиста срещу Джон „Брадшоу“ Лейфилд         |
| Лятно тръшване               | 21 август    | MCI Center             | Вашингтон, окръг Колумбия | Хълк Хоугън срещу Шон Майкълс                |
| Непростимо                   | 18 септември | Ford Center            | Оклахома Сити, Оклахома   | Джон Сина срещу Кърт Енгъл                   |
| Без милост                   | 9 октомври   | Toyota Center          | Хюстън, Тексас            | Батиста срещу Еди Гереро                     |
| Забранения вторник           | 1 ноември    | iPayOne Center         | Сан Диего, Калифорния     | Джон Сина срещу Кърт Енгъл срещу Шон Майкълс |
| Сървайвър                    | 27 ноември   | Joe Louis Arena        | Детройт, Мичиган          | Отбор Разбиване срещу Отбор Първична сила    |
| Армагедон                    | 18 декември  | Dunkin' Donuts Center  | Провидънс, Род Айлънд     | Гробаря срещу Ренди Ортън                    |

#### 2006
|  | Турнири на Първична сила |  | Турнир на Разбиване |  | Турнир на ECW |

| Име                          | Дата         | Място                   | Град                     | Главен мач                                          |
| ---------------------------- | ------------ | ----------------------- | ------------------------ | --------------------------------------------------- |
| Новогодишна революция        | 8 януари     | Pepsi Arena             | Олбани, Ню Йорк          | Джон Сина срещу Острието                            |
| Кралски грохот               | 29 януари    | American Airlines Arena | Маями, Флорида           | Кърт Енгъл срещу Марк Хенри                         |
| Без изход                    | 19 февруари  | 1st Mariner Arena       | Балтимор, Мериленд       | Кърт Енгъл срещу Гробаря                            |
| КечМания 22                  | 2 април      | Allstate Arena          | Чикаго, Илинойс          | Джон Сина срещу Трите Хикса                         |
| Ответен удар                 | 30 април     | Rupp Arena              | Лексингтън, Кентъки      | Джон Сина срещу Трите Хикса срещу Острието          |
| Денят на Страшния съд        | 21 май       | US Airways Center       | Финикс, Аризона          | Рей Мистерио срещу Джон „Брадшоу“ Лейфилд           |
| Нощно сбиване                | 11 юни       | Hammerstein Ballroom    | Ню Йорк, Ню Йорк         | Джон Сина срещу Роб Ван Дам                         |
| Отмъщение                    | 25 юни       | Charlotte Bobcats Arena | Шарлът, Северна Каролина | Дегенерация X срещу Спирит скуад                    |
| Голямото американско сбиване | 23 юли       | Conseco Fieldhouse      | Индианаполис, Индиана    | Рей Мистерио срещу Букър Ти                         |
| Лятно тръшване               | 20 август    | TD Banknorth Garden     | Бостън, Масачузетс       | Острието срещу Джон Сина                            |
| Непростимо                   | 17 септември | Air Canada Centre       | Торонто, Онтарио, Канада | Острието срещу Джон Сина                            |
| Без милост                   | 8 октомври   | RBC Center              | Роли, Северна Каролина   | Букър Ти срещу Боби Лешли срещу Батиста срещу Финли |
| Кибер неделя                 | 5 ноември    | U.S. Bank Arena         | Синсинати, Охайо         | Букър Ти срещу Джон Сина срещу Грамадата            |
| Сървайвър                    | 26 ноември   | Wachovia Center         | Филаделфия, Пенсилвания  | Букър Ти срещу Батиста                              |
| Касапски декември            | 3 декември   | James Brown Arena       | Аугуста, Джорджия        | Екстремен мач в Елиминационна клетка                |
| Армагедон                    | 17 декември  | Richmond Coliseum       | Ричмънд, Вирджиния       | Джон Сина и Батиста срещу Букър Ти и Финли          |

#### 2007
|  | Турнири на Първична сила |  | Турнир на Разбиване |

| Име                            | Дата         | Място                                | Град                      | Главен мач                                                   |
| ------------------------------ | ------------ | ------------------------------------ | ------------------------- | ------------------------------------------------------------ |
| Новогодишна революция          | 7 януари     | Kemper Arena                         | Канзас Сити, Мисури       | Джон Сина срещу Умага                                        |
| Кралски грохот                 | 28 януари    | AT&T Center                          | Сан Антонио, Тексас       | Кралско меле с 30 души                                       |
| Без изход                      | 18 февруари  | Staples Center                       | Лос Анджелис, Калифорния  | Джон Сина и Шон Майкълс срещу Батиста и Гробаря              |
| КечМания 23                    | 1 април      | Ford Field                           | Детройт, Мичиган          | Джон Сина срещу Шон Майкълс                                  |
| Ответен удар                   | 29 април     | Philips Arena                        | Атланта, Джорджия         | Джон Сина срещу Острието срещу Ренди Ортън срещу Шон Майкълс |
| Денят на Страшния съд          | 20 май       | Scottrade Center                     | Сейнт Луис, Мисури        | Джон Сина срещу Великият Кали                                |
| Нощно сбиване                  | 3 юни        | Jacksonville Veterans Memorial Arena | Джаксънвил, Флорида       | Джон Сина срещу Великият Кали                                |
| Отмъщение: Нощта на шампионите | 25 юни       | Toyota Center                        | Хюстън, Тексас            | Мач Петорно предизвикателство                                |
| Голямото американско сбиване   | 22 юли       | HP Pavilion                          | Сан Хосе, Калифорния      | Джон Сина срещу Боби Лешли                                   |
| Лятно тръшване                 | 26 август    | Continental Airlines Arena           | Ийст Ръдърфорд, Ню Джърси | Джон Сина срещу Ренди Ортън                                  |
| Непростимо                     | 16 септември | FedExForum                           | Мемфис, Тенеси            | Гробаря срещу Марк Хенри                                     |
| Без милост                     | 7 септември  | Allstate Arena                       | Чикаго, Илинойс           | Трите Хикса срещу Ренди Ортън                                |
| Кибер неделя                   | 28 октомври  | Verizon Center                       | Вашингтон, окръг Колумбия | Батиста срещу Гробаря                                        |
| Сървайвър                      | 18 ноември   | American Airlines Arena              | Маями, Флорида            | Батиста срещу Гробаря                                        |
| Армагедон                      | 16 декември  | Mellon Arena                         | Питсбърг, Пенсилвания     | Батиста срещу Гробаря срещу Острието                         |

#### 2008
| Име                          | Дата        | Място                             | Град                  | Главен мач                                                                 |
| ---------------------------- | ----------- | --------------------------------- | --------------------- | -------------------------------------------------------------------------- |
| Кралски грохот               | 27 януари   | Madison Square Garden             | Ню Йорк, Ню Йорк      | Кралско меле с 30 души                                                     |
| Без изход                    | 18 февруари | Thomas & Mack Center              | Парадайз, Невада      | Мач в Елиминационна клетка                                                 |
| КечМания 24                  | 30 март     | Florida Citrus Bowl Stadium       | Орландо, Флорида      | Острието срещу Гробаря                                                     |
| Ответен удар                 | 27 април    | 1st Mariner Arena                 | Балтимор, Мериленд    | Ренди Ортън срещу Трите Хикса срещу Джон Сина срещу Джон „Брадшоу“ Лейфилд |
| Денят на Страшния съд        | 18 май      | Qwest Center Omaha                | Омаха, Небраска       | Трите Хикса срещу Ренди Ортън                                              |
| Нощно сбиване                | 1 юни       | San Diego Sports Arena            | Сан Диего, Калифорния | Гробаря срещу Острието                                                     |
| Нощта на шампионите          | 29 юни      | American Airlines Center          | Далас, Тексас         | Трите Хикса срещу Джон Сина                                                |
| Голямото американско сбиване | 20 юли      | Nassau Veterans Memorial Coliseum | Юниъндейл, Ню Йорк    | Трите Хикса срещу Острието                                                 |
| Лятно тръшване               | 17 август   | Conseco Fieldhouse                | Индианаполис, Индиана | Гробаря срещу Острието                                                     |
| Непростимо                   | 7 септември | Quicken Loans Arena               | Кливланд, Охайо       | Мач Шампионска суматоха                                                    |
| Без милост                   | 5 октомври  | Rose Garden                       | Портланд, Орегон      | Крис Джерико срещу Шон Майкълс                                             |
| Кибер неделя                 | 26 октомври | US Airways Center                 | Финикс, Аризона       | Крис Джерико срещу Батиста                                                 |
| Сървайвър                    | 23 ноември  | TD Banknorth Garden               | Бостън, Масачузетс    | Крис Джерико срещу Джон Сина                                               |
| Армагедон                    | 14 декември | HSBC Arena                        | Бъфало, Ню Йорк       | Острието срещу Трите Хикса срещу Джеф Харди                                |

#### 2009
| Име                         | Дата         | Място                 | Град                      | Главен мач                                    |
| --------------------------- | ------------ | --------------------- | ------------------------- | --------------------------------------------- |
| Кралски грохот              | 25 януари    | Joe Louis Arena       | Детройт, Мичиган          | Кралско меле с 30 души                        |
| Без изход                   | 15 февруари  | KeyArena              | Сиатъл, Вашингтон         | Мач в Елиминационна клетка                    |
| КечМания 25                 | 5 април      | Reliant Stadium       | Хюстън, Тексас            | Трите Хикса срещу Ренди Ортън                 |
| Ответен удар                | 26 април     | Dunkin' Donuts Center | Провидънс, Род Айлънд     | Джон Сина срещу Острието                      |
| Денят на Страшния съд       | 17 май       | Allstate Arena        | Чикаго, Илинойс           | Острието срещу Джеф Харди                     |
| Екстремни правила           | 7 юни        | New Orleans Arena     | Ню Орлиънс, Лос Анджелис  | Джеф Харди срещу Си Ем Пънк                   |
| Сбиването                   | 28 юни       | ARCO Arena            | Сакраменто, Калифорния    | Ренди Ортън срещу Трите Хикса                 |
| Нощта на шампионите         | 26 юли       | Wachovia Center       | Филаделфия, Пенсилвания   | Си Ем Пънк срещу Джеф Харди                   |
| Лятно тръшване              | 23 август    | Staples Center        | Лос Анджелис, Калифорния  | Си Ем Пънк срещу Джеф Харди                   |
| Точка на пречупване         | 13 септември | Bell Centre           | Монреал, Квебек, Канада   | Си Ем Пънк срещу Гробаря                      |
| Ад в клетка                 | 4 октомври   | Prudential Center     | Нюарк, Ню Джърси          | Дегенерация Х срещу Наследниците              |
| Турнирът на най-добрите     | 25 октомври  | Mellon Arena          | Питсбърг, Пенсилвания     | Ренди Ортън срещу Джон Сина                   |
| Сървайвър                   | 22 ноември   | Verizon Center        | Вашингтон, окръг Колумбия | Джон Сина срещу Трите Хикса срещу Шон Майкълс |
| МСС: Маси, стълби и столове | 13 декември  | AT&T Center           | Сан Антонио, Тексас       | Дегенерация Х срещу Джеримадата               |

### 2010-те

#### 2010
| Име                         | Дата         | Място                             | Град                     | Главен мач                                              |
| --------------------------- | ------------ | --------------------------------- | ------------------------ | ------------------------------------------------------- |
| Кралски грохот              | 31 януари    | Philips Arena                     | Атланта, Джорджия        | Кралско меле с 30 души                                  |
| Клетка за елиминация        | 21 февруари  | Scottrade Center                  | Сейнт Луис, Мисури       | Мач в Елиминационна клетка                              |
| КечМания 26                 | 28 март      | University of Phoenix Stadium     | Глендейл, Аризона        | Гробаря срещу Шон Майкълс                               |
| Екстремни правила           | 25 април     | 1st Mariner Arena                 | Балтимор, Мериленд       | Джон Сина срещу Батиста                                 |
| Отвъд предела               | 23 май       | Joe Louis Arena                   | Детройт, Мичиган         | Джон Сина срещу Батиста                                 |
| Фатална четворка            | 20 юни       | Nassau Veterans Memorial Coliseum | Юниъндейл, Ню Йорк       | Джон Сина срещу Шеймъс срещу Ренди Ортън срещу Острието |
| Договора в куфарчето        | 18 юли       | Sprint Center                     | Канзас Сити, Мисури      | Шеймъс срещу Джон Сина                                  |
| Лятно тръшване              | 15 август    | Staples Center                    | Лос Анджелис, Калифорния | Отбор WWE срещу Нексъс                                  |
| Нощта на шампионите         | 19 септември | Allstate Arena                    | Чикаго, Илинойс          | Мач Шесторно предизвикателство                          |
| Ад в клетка                 | 3 октомври   | American Airlines Center          | Далас, Тексас            | Кейн срещу Гробаря                                      |
| Турнирът на най-добрите     | 24 октомври  | Target Center                     | Минеаполис, Минесота     | Ренди Ортън срещу Уейд Барет                            |
| Сървайвър                   | 21 ноември   | American Airlines Arena           | Маями, Флорида           | Ренди Ортън срещу Уейд Барет                            |
| МСС: Маси, стълби и столове | 19 декември  | Toyota Center                     | Хюстън, Тексас           | Джон Сина срещу Уейд Барет                              |

#### 2011
| Име                         | Дата         | Място                 | Град                      | Главен мач                                       |
| --------------------------- | ------------ | --------------------- | ------------------------- | ------------------------------------------------ |
| Кралски грохот              | 30 януари    | TD Garden             | Бостън, Масачузетс        | Кралско меле с 40 души                           |
| Клетка за елиминация        | 20 февруари  | Oracle Arena          | Оукланд, Калифорния       | Мач в Елиминационна клетка                       |
| КечМания 27                 | 3 април      | Georgia Dome          | Атланта, Джорджия         | Миз срещу Джон Сина                              |
| Екстремни правила           | 1 май        | St. Pete Times Forum  | Тампа, Флорида            | Миз срещу Джон Сина срещу Джон Морисън           |
| Отвъд предела               | 22 май       | KeyArena              | Сиатъл, Вашингтон         | Джон Сина срещу Миз                              |
| Наказание в Капитол         | 19 юни       | Verizon Center        | Вашингтон, окръг Колумбия | Джон Сина срещу Ар Труф                          |
| Договорът в куфарчето       | 17 юли       | Allstate Arena        | Чикаго, Илинойс           | Джон Сина срещу Си Ем Пънк                       |
| Лятно тръшване              | 14 август    | Staples Center        | Лос Анджелис, Калифорния  | Си Ем Пънк срещу Алберто Дел Рио                 |
| Нощта на шампионите         | 18 септември | First Niagara Center  | Бъфало, Ню Йорк           | Трите Хикса срещу Си Ем Пънк                     |
| Ад в клетка                 | 2 октомври   | New Orleans Arena     | Ню Орлиънс, Лос Анджелис  | Джон Сина срещу Алберто Дел Рио срещу Си Ем Пънк |
| Отмъщение                   | 23 октомври  | AT&T Center           | Сан Антонио, Текса        | Алберто Дел Рио срещу Джон Сина                  |
| Сървайвър                   | 20 ноември   | Madison Square Garden | Ню Йорк, Ню Йорк          | Джон Сина и Скалата срещу Миз и Ар Труф          |
| МСС: Маси, стълби и столове | 18 декември  | 1st Mariner Arena     | Балтимор, Мериленд        | Си Ем Пънк срещу Миз срещу Алберто Дел Рио       |

#### 2012
| Име                         | Дата         | Място                   | Град                      | Главен мач                              |
| --------------------------- | ------------ | ----------------------- | ------------------------- | --------------------------------------- |
| Кралски грохот              | 29 януари    | Scottrade Center        | Сейнт Луис, Мисури        | Кралско меле с 30 души                  |
| Клетка за елиминация        | 19 февруари  | Bradley Center          | Милуоки, Уисконсин        | Джон Сина срещу Кейн                    |
| КечМания 28                 | 1 април      | Sun Life Stadium        | Маями, Флорида            | Джон Сина срещу Скалата                 |
| Екстремни правила           | 29 април     | Allstate Arena          | Чикаго, Илинойс           | Джон Сина срещу Брок Леснар             |
| Отвъд предела               | 20 май       | PNC Arena               | Роли, Северна Каролина    | Джон Сина срещу Джон Лоринайтис         |
| Без изход                   | 17 юни       | Izod Center             | Ийст Ръдърфорд, Ню Джърси | Джон Сина срещу Грамадата               |
| Договорът в куфарчето       | 15 юли       | US Airways Center       | Финикс, Аризона           | Мач със стълби за Договорът в куфарчето |
| Лятно тръшване              | 19 август    | Staples Center          | Лос Анджелис, Калифорния  | Брок Леснар срещу Трите Хикса           |
| Нощта на шампионите         | 16 септември | TD Garden               | Бостън, Масачузетс        | Си Ем Пънк срещу Джон Сина              |
| Ад в клетка                 | 28 октомври  | Philips Arena           | Атланта, Джорджия         | Си Ем Пънк срещу Райбак                 |
| Сървайвър                   | 18 ноември   | Bankers Life Fieldhouse | Индианаполис, Индиана     | Си Ем Пънк срещу Райбак срещу Джон Сина |
| МСС: Маси, стълби и столове | 16 декември  | Barclays Center         | Бруклин, Ню Йорк          | Джон Сина срещу Долф Зиглър             |

#### 2013
| Име                         | Дата         | Място                   | Град                      | Главен мач                              |
| --------------------------- | ------------ | ----------------------- | ------------------------- | --------------------------------------- |
| Кралски грохот              | 27 януари    | US Airways Center       | Финикс, Аризона           | Си Ем Пънк срещу Скалата                |
| Клетка за елиминация        | 17 февруари  | New Orleans Arena       | Ню Орлиънс, Лос Анджелис  | Скалата срещу Си Ем Пънк                |
| КечМания 29                 | 7 април      | MetLife Stadium         | Ийст Ръдърфорд, Ню Джърси | Скалата срещу Джон Сина                 |
| Екстремни правила           | 19 май       | Scottrade Center        | Сейнт Луис, Мисури        | Брок Леснар срещу Трите Хикса           |
| Разплата                    | 16 юни       | Allstate Arena          | Чикаго, Илинойс           | Джон Сина срещу Райбак                  |
| Договорът в куфарчето       | 14 юли       | Wells Fargo Center      | Филаделфия, Пенсилвания   | Мач със стълби за Договорът в куфарчето |
| Лятно тръшване              | 18 август    | Staples Center          | Лос Анджелис, Калифорния  | Даниъл Брайън срещу Ренди Ортън         |
| Нощта на шампионите         | 15 септември | Joe Louis Arena         | Детройт, Мичиган          | Ренди Ортън срещу Даниъл Брайън         |
| Бойно поле                  | 6 октомври   | First Niagara Center    | Бъфало, Ню Йорк           | Ренди Ортън срещу Даниъл Брайън         |
| Ад в клетка                 | 27 октомври  | American Airlines Arena | Маями, Флорида            | Ренди Ортън срещу Даниъл Брайън         |
| Сървайвър                   | 24 ноември   | TD Garden               | Бостън, Масачузетс        | Ренди Ортън срещу Грамадата             |
| МСС: Маси, стълби и столове | 15 декември  | Toyota Center           | Хюстън, Тексас            | Ренди Ортън срещу Джон Сина             |

#### 2014
| Име                         | Дата         | Място                    | Град                      | Главен мач                                                |
| --------------------------- | ------------ | ------------------------ | ------------------------- | --------------------------------------------------------- |
| Кралски грохот              | 26 януари    | Consol Energy Center     | Питсбърг, Пенсилвания     | Кралско меле с 30 души                                    |
| Клетка за елиминация        | 23 февруари  | Target Center            | Минеаполис, Минесота      | Мач в Елиминационна клетка                                |
| КечМания 30                 | 6 април      | Mercedes-Benz Superdome  | Ню Орлиънс, Луизиана      | Ренди Ортън срещу Батиста срещу Даниъл Брайън             |
| Екстремни правила           | 4 май        | Izod Center              | Ийст Ръдърфорд, Ню Джърси | Даниъл Брайън срещу Кейн                                  |
| Разплата                    | 1 юни        | Allstate Arena           | Чикаго, Илинойс           | Щит срещу Еволюция                                        |
| Договорът в куфарчето       | 29 юни       | TD Garden                | Бостън, Масачузетс        | Мач със стълби с осем души                                |
| Бойно поле                  | 20 юли       | Tampa Bay Times Forum    | Тампа, Флорида            | Джон Сина срещу Ренди Ортън срещу Кейн срещу Роуман Рейнс |
| Лятно тръшване              | 17 август    | Staples Center           | Лос Анджелис, Калифорния  | Джон Сина срещу Брок Леснар                               |
| Нощта на шампионите         | 21 септември | Bridgestone Arena        | Нашвил, Тенеси            | Брок Леснар срещу Джон Сина                               |
| Ад в клетка                 | 26 октомври  | American Airlines Center | Далас, Тексас             | Сет Ролинс срещу Дийн Амброуз                             |
| Сървайвър                   | 23 ноември   | Scottrade Center         | Сейнт Луис, Мисури        | Отбор Сина срещу Отбор Началници                          |
| МСС: Маси, стълби и столове | 14 декември  | Quicken Loans Arena      | Кливланд, Охайо           | Дийн Амброуз срещу Брей Уайът                             |

#### 2015
| Име                         | Дата         | Място                | Град                     | Главен мач                                                         |
| --------------------------- | ------------ | -------------------- | ------------------------ | ------------------------------------------------------------------ |
| Кралски грохот              | 25 януари    | Wells Fargo Center   | Филаделфия, Пенсилвания  | Кралско меле с 30 души                                             |
| Бързата лента               | 22 февруари  | FedExForum           | Мемфис, Тенеси           | Роуман Рейнс срещу Даниъл Брайън                                   |
| КечМания 31                 | 29 март      | Levi's Stadium       | Санта Клара, Калифорния  | Брок Леснар срещу Роуман Рейнс (срещу Сет Ролинс)                  |
| Екстремни правила           | 26 април     | Allstate Arena       | Чикаго, Илинойс          | Сет Ролинс срещу Ренди Ортън                                       |
| Разплата                    | 17 май       | Royal Farms Arena    | Балтимор, Мериленд       | Сет Ролинс срещу Роуман Рейнс срещу Ренди Ортън срещу Дийн Амброуз |
| Клетка за елиминация        | 31 май       | American Bank Center | Корпъс Кристи, Тексас    | Сет Ролинс срещу Дийн Амброуз                                      |
| Догорът в куфарчето         | 14 юни       | Nationwide Arena     | Кълъмбъс, Охайо          | Сет Ролинс срещу Дийн Амброуз                                      |
| Бойно поле                  | 19 юли       | Scottrade Center     | Сейнт Луис, Мисури       | Сет Ролинс срещу Брок Леснар                                       |
| Лятно тръшване              | 23 август    | Barclays Center      | Бруклин, Ню Йорк         | Гробаря срещу Брок Леснар                                          |
| Нощта на шампионите         | 20 септември | Toyota Center        | Хюстън, Тексас           | Сет Ролинс срещу Стинг                                             |
| Ад в клетка                 | 25 октомври  | Staples Center       | Лос Анджелис, Калифорния | Брок Леснар срещу Гробаря                                          |
| Сървайвър                   | 22 ноември   | Phillips Arena       | Атланта, Джорджия        | Роуман Рейнс срещу Шеймъс                                          |
| МСС: Маси, стълби и столове | 13 декември  | TD Garden            | Бостън, Масачузетс       | Шеймъс срещу Роуман Рейнс                                          |

#### 2016
|  | Събитие на Първична сила |  | Събитие на Разбиване |

| Име                               | Дата         | Място                    | Град                      | Главен мач                                        |
| --------------------------------- | ------------ | ------------------------ | ------------------------- | ------------------------------------------------- |
| Кралски грохот                    | 24 януари    | Amway Center             | Орландо, Флорида          | Кралско меле с 30 души                            |
| Бързата лента                     | 21 февруари  | Scottrade Center         | Сейнт Луис, Мисури        | Роуман Рейнс срещу Дийн Амброуз срещу Брок Леснар |
| КечМания 32                       | 3 април      | AT&T Stadium             | Арлингтън, Тексас         | Трите Хикса срещу Роуман Рейнс                    |
| Разплата                          | 1 май        | Allstate Arena           | Чикаго, Илинойс           | Роуман Рейнс срещу Ей Джей Стайлс                 |
| Екстремни правила                 | 22 май       | Prudential Center        | Нюарк, Ню Джърси          | Роуман Рейнс срещу Ей Джей Стайлс                 |
| Договорът в куфарчето             | 19 юни       | T-Mobile Arena           | Парадайс, Невада          | Сет Ролинс срещу Дийн Амброуз                     |
| Бойно поле                        | 24 юли       | Verizon Center           | Вашингтон, окръг Колумбия | Дийн Амброуз срещу Роуман Рейнс срещу Сет Ролинс  |
| Лятно тръшване                    | 21 август    | Barclays Center          | Бруклин, Ню Йорк          | Брок Леснар срещу Ренди Ортън                     |
| Ответен удар                      | 11 септември | Richmond Coliseum        | Ричмънд, Вирджиния        | Дийн Амброуз срещу Ей Джей Стайлс                 |
| Сблъсъкът на шампионите           | 25 септември | Bankers Life Fieldhouse  | Индианаполис, Индиана     | Кевин Оуенс срещу Сет Ролинс                      |
| Без милост                        | 9 октомври   | Golden 1 Center          | Сакраменто, Калифорния    | Ренди Ортън срещу Брей Уайът                      |
| Ад в клетка                       | 30 октомври  | TD Garden                | Бостън, Масачузетс        | Саша Банкс срещу Шарлът                           |
| Сървайвър                         | 20 ноември   | Air Canada Centre        | Торонто, Онтарио, Канада  | Голдбърг срещу Брок Леснар                        |
| МСС: Маси, стълби и столове       | 4 декември   | American Airlines Center | Далас, Тексас             | Ей Джей Стайлс срещу Дийн Амброуз                 |
| Препятствие на пътя: Прекратяване | 18 декември  | PPG Paints Arena         | Питсбърг, Пенсилвания     | Кевин Оуенс срещу Роуман Рейнс                    |

#### 2017
|  | Събитие на Първична сила |  | Събитие на Разбиване |

| Име                   | Дата        | Място                      | Град                    | Главен мач |
| --------------------- | ----------- | -------------------------- | ----------------------- | --- |
| Кралски грохот        | 29 януари   | Alamodome                  | Сан Антонио, Тексас     | 30-мъже Кралско Меле мач                                                                                                  |
| Клетка за елиминация  | 12 февруари | Talking Stick Resort Arena | Финикс, Аризона         | Джон Сина срещу Ей Джей Стайлс срещу Барон Корбин срещу Брей Уайът срещу Дийн Амброуз срещу Миз за Титлата на Федерацията |
| Бързата лента         | 5 март      | Bradley Center             | Милуоки, Уисконсин      | Кевин Оуенс срещу Голдбърг за Универсалната титла                                                                         |
| КечМания 33           | 2 април     | Camping World Stadium      | Орландо, Флорида        | Гробаря срещу Роман Рейнс                                                                                                 |
| Разплата              | 30 април    | SAP Center                 | Сан Хосе, Калифорния    | Роман Рейнс срещу Браун Строумън                                                                                          |
| Ответен удар          | 21 май      | Allstate Arena             | Чикаго, Илинойс         | Ренди Ортън срещу Джиндър Махал за Титлата на Федерацията                                                                 |
| Екстремни правила     | 4 юни       | Royal Farms Arena          | Балтимор, Мериленд      | Мач Фатална петорка с Екстремни правила                                                                                   |
| Договорът в куфарчето | 18 юни      | Scottrade Center           | Сейнт Луис, Мисури      | Мач със стълби за Договорът в куфарчето                                                                                   |
| Огнена буря           | 9 юли       | American Airlines Centre   | Далас, Тексас           | Брок Леснар срещу Самоа Джо                                                                                               |
| Бойно поле            | 23 юли      | Wells Fargo Center         | Филаделфия, Пенсилвания | Джиндър Махал срещу Ренди Ортън                                                                                           |

## Предстоящи турнири

### 2017
|  | Събитие на Първична сила |  | Събитие на Разбиване |

| Име                         | Дата         | Място                | Град                     | Главен мач             |
| --------------------------- | ------------ | -------------------- | ------------------------ | ---------------------- |
| Лятно тръшване              | 20 август    | Barclays Center      | Бруклин, Ню Йорк         | Мач Фаталната четворка |
| Без милост                  | 24 септември | Staples Center       | Лос Анджелис, Калифорния | ???                    |
| Ад в клетка                 | 8 октомври   | Little Caesars Arena | Детрой, Мичиган          | ???                    |
| МСС: Маси, стълби и столове | 22 октомври  | Target Center        | Минеаполис, Минесота     | ???                    |
| Сървайвър                   | 19 ноември   | Toyota Center        | Хюстън, Тексас           | ???                    |
| Сблъсъкът на шампионите     | 17 декември  | [TD Garden           | Бостън, Масачузатс       | ???                    |

### 2018
| Име            | Дата      | Място                   | Град                    | Главен мач |
| -------------- | --------- | ----------------------- | ----------------------- | ---------- |
| Кралски грохот | 28 януари | Wells Fargo Center      | Филаделфия, Пенсилвания | ???        |
| КечМания 34    | 8 април   | Mercedes-Benz Superdome | Ню Орлиънс, Луизиана    | ???        |
| Лятно тръшване | 19 август | Barclays Center         | Бруклин, Ню Йорк        | ???        |

## Брой турнири
| - 1985 – 2 - 1986 – 1 - 1987 – 2 - 1988 – 3 - 1989 – 5 - 1990 – 4 - 1991 – 5 - 1992 – 4 - 1993 – 5 - 1994 – 5 - 1995 – 10 - 1996 – 12 - Общо – 341 (9 предстоящи) | - 1997 – 13 - 1998 – 13 - 1999 – 14 - 2000 – 14 - 2001 – 14 - 2002 – 14 - 2003 – 13 - 2004 – 14 - 2005 – 15 - 2006 – 16 - 2007 – 15 - 2008 – 14 | - 2009 – 14 - 2010 – 13 - 2011 – 13 - 2012 – 12 - 2013 – 12 - 2014 – 12 - 2015 – 13 - 2016 – 15 - 2017 – 10 (6 предстоящи) - 2018 – (3 предстоящи) |

## Облици на турнири
Някои турнири на Федерацията са с облици, които ги различава един от друг. Най-често разликите са между видовете мачове.
| Турнир                                    | Особеност |
| Настоящи                                  | Настоящи |
| ----------------------------------------- | --- |
| Кралски грохот                            | Включва мача Кралско меле.                                                                                     |
| Клетка за елиминация                      | Един или повече мачове са в Елиминационна клетка.                                                              |
| Екстремни правила                         | Много от мачовете са с екстремни правила, в който няма дисквалификации или отброявания.                        |
| Договорът в куфарчето                     | Един от мачове е мачът със стълби за Договорът в куфарчето.                                                    |
| Сблъсъкът на шампионите                   | Всяка титла на Първична сила, трябва да бъде заложена.                                                         |
| Ад в клетка                               | Един или повече мачове са в Адската клетка.                                                                    |
| Сървайвър                                 | Фокусиране към елиминационни мачове и традиционните Сървайвър елиминационни отборни мачове.                    |
| МСС: Маси, стълби и столове               | Включва поне един мач с маси, стълби и столове, както и мач с маси, мач със стълби и мач със столове.          |
| Предишни                                  | |
| Кеч класика                               | Включва Кеч класиката, индивидуално-елиминационен турнир.                                                      |
| Нашествие                                 | Всичките мачове са между WWE и Алианса на WCW и ECW.                                                           |
| Крал на ринга                             | Включва Крал на ринга, индивидуално-елиминационен турнир.                                                      |
| Нощно сбиване                             | Турнирите се фокусирани около бившата компания ECW и преобладават мачове с екстремни правила.                  |
| Забранения вторник, по-късно Кибер неделя | Феновете определят опонентите или видовете на мачовете.                                                        |
| Точка на пречупване                       | Много от мачовете се водят до предаването на опонента в Мачове до предаване и Мач „Предавам се“.               |
| Фатална четворка                          | Много от мачовете са от вида Фатална четворка.                                                                 |
| Турнирът на най-добрите                   | Първична сила и Разбиване се съредновават за „Трофеят на най-добрите“ и се провежда отборен мач между 14 души. |
| Нощта на шампионите                       | Всяка титла на WWE, трябва да бъде заложена.                                                                   |

## Най-много мачове
Топ 10 кечисти с най-много PPV мачове (до Бойно поле 2017).
| Място | Кечист       | Брой мачове | Първи мач | Последен мач |
| ----- | ------------ | ----------- | --------- | ------------ |
| 1     | Кейн         | 170         | 1995      | 2016         |
| 2     | Гробаря      | 166         | 1990      | 2018         |
| 3     | Трите Хикса  | 164         | 1995      | 2019         |
| 4     | Джон Сина    | 150         | 2002      | 2019         |
| 5     | Грамадата    | 141         | 1999      | 2017         |
| 5     | Крис Джерико | 141         | 1999      | 2017         |
| 7     | Ренди Ортън  | 139         | 2002      | 2019         |
| 8     | Острието     | 126         | 1998      | 2011         |
| 9     | Шон Майкълс  | 115         | 1988      | 2018         |
| 10    | Крисчън      | 97          | 1998      | 2014         |

- Считат се само мачове по време на самото pay-per-view, без предварителни или тъмни мачове.

## Други главни събития
- Сблъсък в Шей (1972, 1976, 1980)
- Бунтът, прекратяващ всичко (1984)
- Войната, изравняваща резултата (1985)
- Крал на ринга (1985 – 1989, 1991, 2006, 2008, 2010, 2015)
- Голямото зрелище (1986)
- Кралски грохот (1988)
- Първото събитие на Обединеното кралство (1989)
- Английско вилнеене (1991 – 1993)
- Кралска битка в Албърт Хол (1991)
- Десето усещане (1996)
- Унищожение в Манчестър (1998)
- Глобално внимание: Мелбърн (2002)